# Ralph Mulford

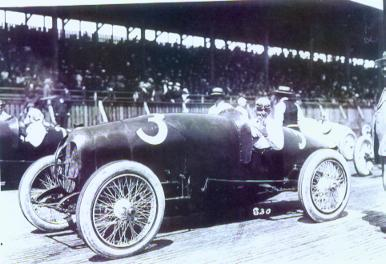
Mulford 1921-ben

Ralph Mulford (Brooklyn, 1884. december 28. – Asbury Park, New Jersey, 1973. október 23.) amerikai autóversenyző.

## Pályafutása
1911 és 1922 között minden alkalommal jelen volt az Indianapolisi 500 mérföldes autóversenyen.
Az 1911-es futamon Ray Harroun mögött a második helyen végzett. Harron győzelmét azonban Ralph kétségbe vonta. Azt állította, hogy az időmérésért felelős bírák nem jegyezték be az egyik körét a Sam Dickinsont ért halálos balesetet követően a 13. körben.
Az ezt követő években már nem ért el nagyobb sikereket a versenyen. Mindössze egy alkalommal, az 1916-os futamon végzett a dobogón. 1916-ban részt vett az első Pikes Peak-i hegyversenyen is, ahol hét évig fennálló rekordot autózott.

## Eredményei

### Indy 500
| Év       | Rajtszám | Rajthely | Eredmény | Körök | Élen | Kiesés oka    |
| -------- | -------- | -------- | -------- | ----- | ---- | ------------- |
| 1911     | 33       | 29       | 2        | 200   | 10   |               |
| 1912     | 19       | 16       | 10       | 200   | 0    |               |
| 1913     | 29       | 22       | 7        | 200   | 0    |               |
| 1914     | 23       | 6        | 11       | 200   | 0    |               |
| 1915     | 22       | 18       | 16       | 124   | 0    |               |
| 1916     | 10       | 20       | 3        | 120   | 0    |               |
| 1919     | 2        | 15       | 29       | 37    | 0    | kardántengely |
| 1920     | 33       | 23       | 9        | 200   | 0    |               |
| 1921     | 8        | 21       | 9        | 177   | 0    |               |
| 1922     | 5        | 5        | 19       | 161   | 0    |               |
| Összesen | Összesen | Összesen | Összesen | 1619  | 10   |               |

| Indulás  | 10 |
| Pole p.  | 0  |
| Első sor | 0  |
| Győzelem | 0  |
| Top 5    | 2  |
| Top 10   | 6  |
| Kiesett  | 3  |

## Fordítás
- Ez a szócikk részben vagy egészben  a   Ralph Mulford című angol Wikipédia-szócikk fordításán alapul.  Az eredeti cikk szerkesztőit annak laptörténete sorolja fel. Ez a jelzés csupán a megfogalmazás eredetét és a szerzői jogokat jelzi, nem szolgál a cikkben szereplő információk forrásmegjelöléseként.